# Eßlingen
Eßlingen ist eine Ortsgemeinde im Eifelkreis Bitburg-Prüm in Rheinland-Pfalz. Sie gehört seit dem 1. Juli 2014 der Verbandsgemeinde Bitburger Land an.

## Geographie
Die Gemeinde liegt auf der Bitburger Hochfläche in der Südwesteifel, etwa 10 km südlich des Zentrums der Kreisstadt Bitburg. Der Ortsteil Badenborn, auch Hof Badenborn genannt – bis 1969 eine eigenständige Gemeinde – liegt südlich des Hauptorts an der Kreisstraße nach Meckel. Östlich der Ortschaft verläuft in Nord-Süd-Richtung die Bundesstraße 51 (Trier–Bitburg).

## Geschichte
Eine frühe Besiedelung des Areals um Eßlingen belegt der Fund von 28 Grabhügeln südöstlich des Ortes in der Nähe des Försterbergs. Man fand 25 einfache Grabhügel, drei Doppelhügel und einen Damm.
Zur ersten urkundlichen Erwähnung des Eifelortes kam es 909, als in einem Tauschvertrag der Abtei St. Maximin ein „Eslingis“ genannt wird. Als „Enselingen“ umfasste die Ortschaft 1473 drei Feuerstätten, 1495 fünf Haushalte und 1531 sieben Feuerstätten.
Bevor Ende des 18. Jahrhunderts die französischen Truppen einzogen, gehörte Eßlingen zur Propstei Bitburg im Herzogtum Luxemburg. Als es 1850 im Verwaltungsbereich der Bürgermeisterei Meckel lag, verzeichnete der Ort 118 Einwohner in 14 Wohnhäusern. Der auf dem Gemeindegebiet gelegene Hof Badenborn zählt zu den ältesten Gütern der Trierer Frauenabtei Oeren-St. Irminen.
Am 1. Januar 1969 wurde die bis dahin selbständige Gemeinde Badenborn mit damals 11 Einwohnern nach Esslingen eingemeindet.
Die frühere Schreibweise der Gemeinde Esslingen wurde am 31. Dezember 2006 in Eßlingen amtlich geändert.
Bevölkerungsentwicklung
Die Entwicklung der Einwohnerzahl von Eßlingen, die Werte von 1871 bis 1987 beruhen auf Volkszählungen:
| Jahr | Einwohner |
| ---- | --------- |
| 1815 | 110       |
| 1835 | 131       |
| 1871 | 142       |
| 1905 | 138       |
| 1939 | 121       |
| 1950 | 117       |
| 1961 | 111       |

| Jahr | Einwohner |
| ---- | --------- |
| 1970 | 94        |
| 1987 | 99        |
| 1997 | 67        |
| 2005 | 61        |
| 2011 | 86        |
| 2017 | 96        |

## Politik

### Gemeinderat
Der Gemeinderat in Eßlingen besteht aus sechs Ratsmitgliedern, die bei der Kommunalwahl am 9. Juni 2024 in einer Mehrheitswahl gewählt wurden, und der ehrenamtlichen Ortsbürgermeisterin als Vorsitzender.

### Bürgermeister
Anna Kewes wurde am 27. August 2019 Ortsbürgermeisterin von Eßlingen. Da bei der Direktwahl am 26. Mai 2019 kein gültiger Wahlvorschlag eingereicht wurde, oblag die Neuwahl des Bürgermeisters gemäß rheinland-pfälzischer Gemeindeordnung dem Rat, der sich auf der konstituierenden Sitzung für Anna Kewes entschied. Für die Direktwahl am 9. Juni 2024 wurde erneut kein Wahlvorschlag eingereicht, die Wahl obliegt wieder dem Rat.
Der Vorgänger von Anna Kewes als Ortsbürgermeister war Peter Michels.

### Wappen
| Wappen von Eßlingen | Blasonierung: „Auf quergeteiltem Schilde in der oberen Hälfte auf Goldgrund (goldgelb) ein schwarzer Doppeladler, von der Brust ab aufwärts, mit roten Zungen, in der unteren Hälfte ein in Silber dargestellter goldbehörnter Stier auf blauem Grund.“ |
| Wappen von Eßlingen | Wappenbegründung: Der Maximiner Doppeladler im Schildhaupt weist auf die Zugehörigkeit zur Trierer Abtei St. Maximin hin, der Stierkopf im Schildfuß steht für den Evangelisten Lukas als Patron der Filialkirche.                                      |

## Kultur und Sehenswürdigkeiten
Die katholische Kapelle St. Lukas und St. Barbara bildet den Mittelpunkt von Eßlingen, stammt aus dem 16. Jahrhundert und wurde um 1780 erweitert. Hauptpatron ist der Evangelist, um sein Patrozinium am 18. Oktober herum wird auch die aus dem ursprünglichen Kirchweihfest hervorgegangene Kirmes gefeiert. Sie ist bis heute eine Filialkirche der Pfarrei Meckel. Ihre beiden Glocken wurden 2008 von der Glockengießerei Schmitt in Brockscheid gegossen und am 4. Oktober des gleichen Jahres geweiht. Sie sind den Heiligen Anna, Lukas und Barbara sowie Maria, Joseph und Franziskus von Assisi geweiht.
Die Ausmalung der Kapelle wurde 1935 von dem Luxemburger Kunstmaler Jean Neumanns (1888–1973) in Formen des Art déco ausgeführt. Das Deckenbild des Kirchenschiffs zeigt die hl. Dreifaltigkeit in der Darstellung des Gnadenstuhls (Not Gottes). An der Nordwand des Chores neben dem Hochaltar ist die Emmaus-Szene zu sehen, als Jesus den beiden Jüngern das Brot bricht und sie ihn als den auferstandenen Herrn erkennen.

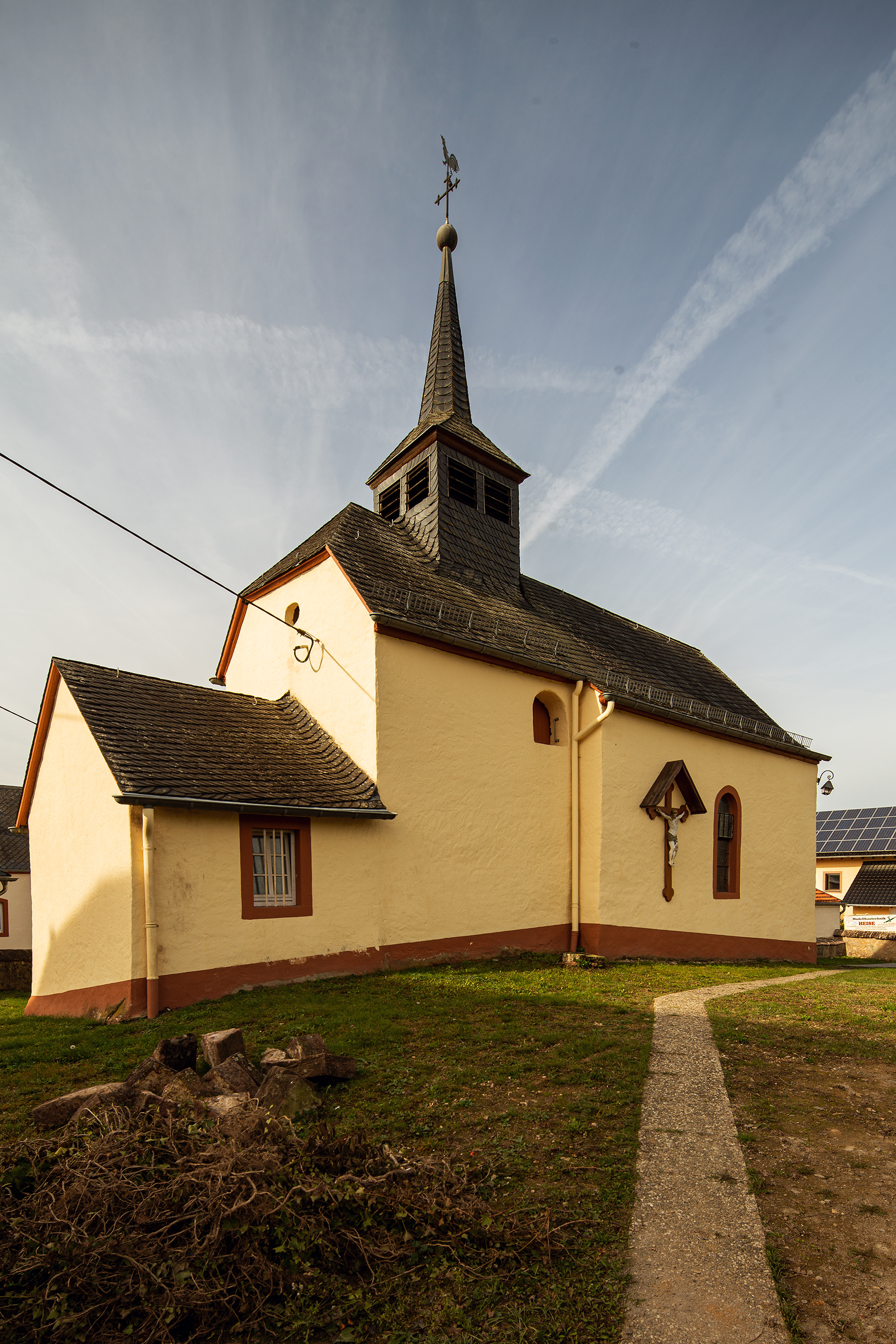
Eßlingen, Eifel: die Kapelle St. Lukas und St. Barbara
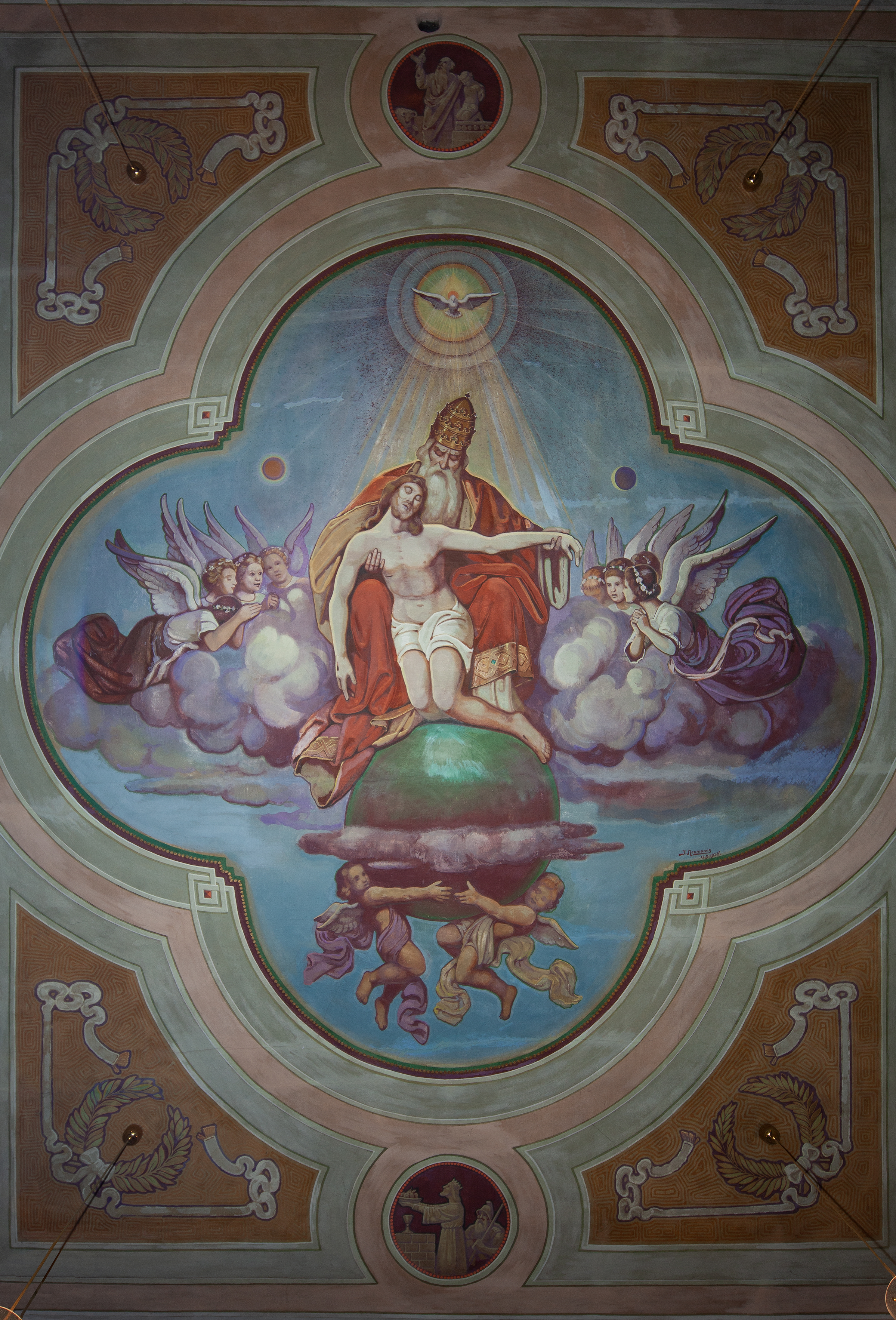
Eßlingen, Eifel: Hl. Dreifaltigkeit, Deckengemälde von Jean Neumanns (1888–1973), am 13. September 1935 signiert
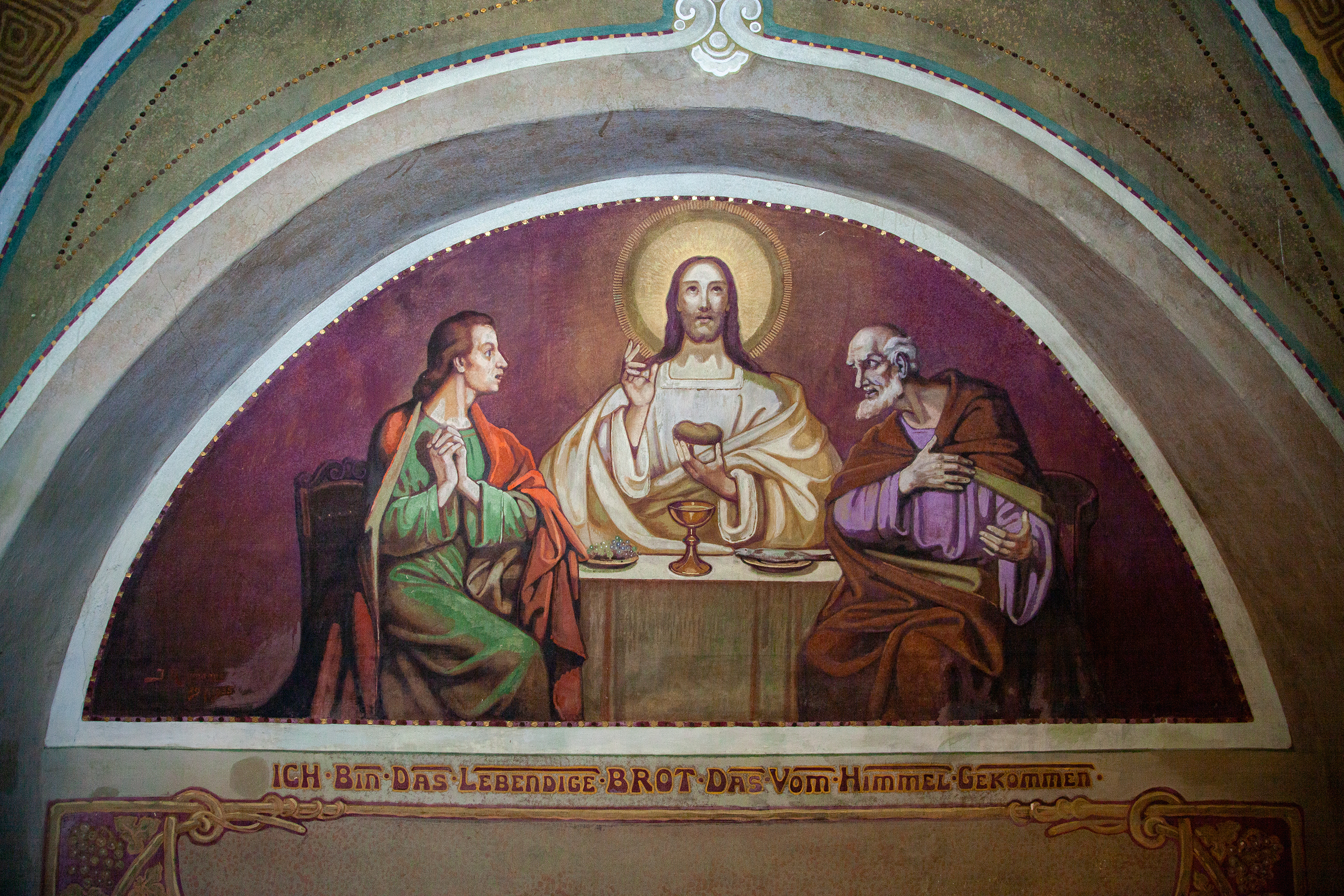
Eßlingen, Eifel: Die Emmaus-Jünger, Wandbild von Jean Neumanns (1888–1973), von 1935
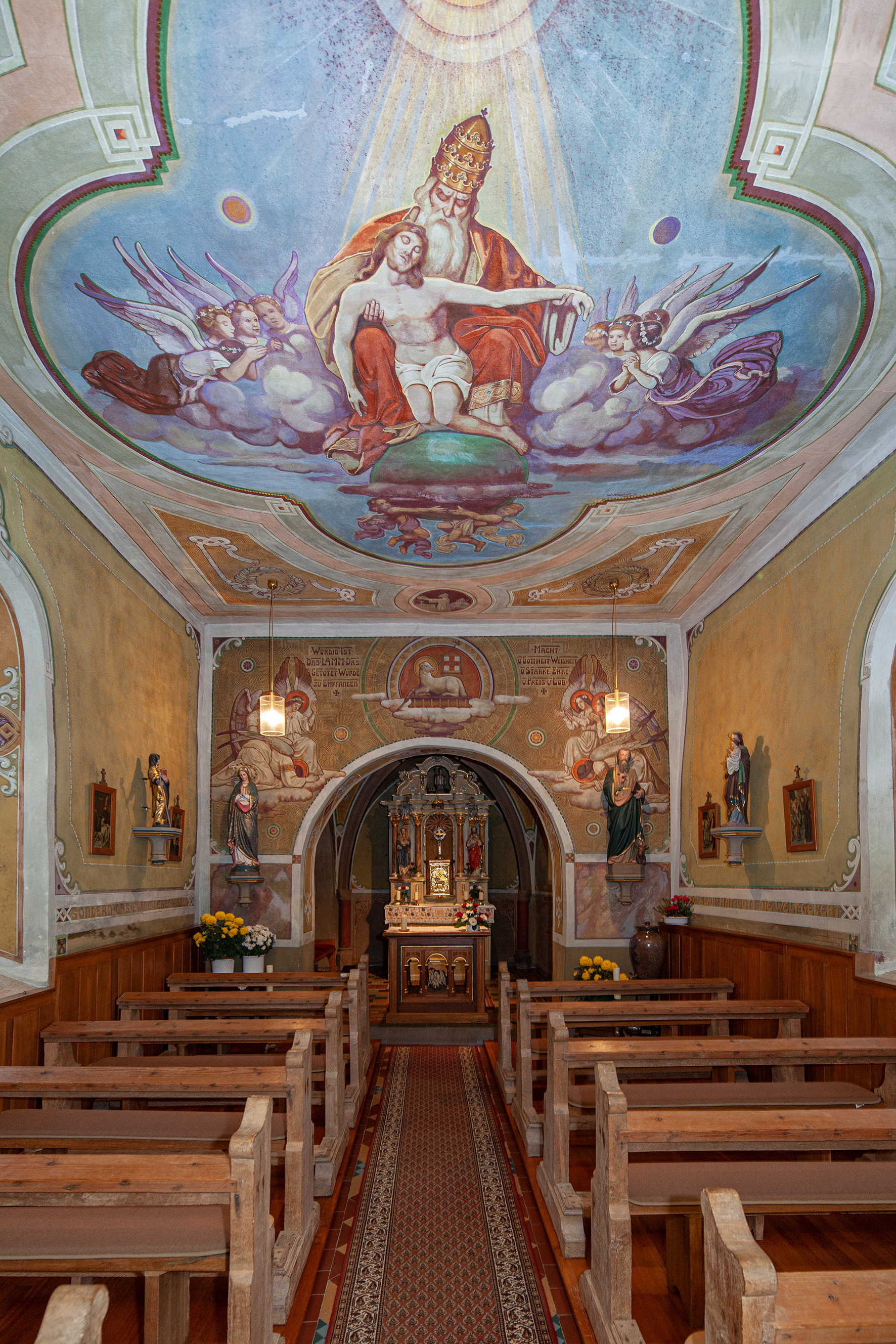
Eßlingen Eifel: Das Innere der Kapelle St. Lukas und St. Barbara. Ausmalung von 1935 von Jean Neumanns (1888–1973)

Siehe auch: Liste der Kulturdenkmäler in Eßlingen

## Persönlichkeiten
- Dorrit Klotzbücher (* 1957), Juristin, Präsidentin des Sächsischen Landessozialgerichts